# 希尔林·若尔特
希尔林·若尔特（匈牙利語：Hirling Zsolt，1984年5月28日—），匈牙利男子赛艇运动员。他曾代表匈牙利参加世界赛艇锦标赛，获得一枚金牌。他也曾参加2004年、2008年和2012年夏季奥运会。